# Unterherrnhausen
Unterherrnhausen ist ein Gemeindeteil von Eurasburg im oberbayerischen Landkreis Bad Tölz-Wolfratshausen. Das Dorf liegt circa einen Kilometer östlich von Eurasburg.
Unterherrnhausen wurde im Jahr 1978 als Teil der ehemals selbständigen Gemeinde Herrnhausen zu Eurasburg eingemeindet.